# Чемпионат мира по дартсу (BDO)
«Чемпионат мира BDO» — ежегодный турнир по дартсу, проводившийся Британской дартс-организацией (BDO) с 1978 по 2020 годы. Был единственным мировым чемпионатом до 1994 года, после чего в BDO произошёл раскол: появилась новая организация, называемая «профессиональной дартс-корпорацией», под эгидой которой стали проводиться новые чемпионаты мира.
Первый чемпионат мира был проведён в «сердце ночных клубов центральной Англии» — Rock City. В следующем году чемпионат был перенесён в Jollees Cabaret Club в Сток-он-Тренте, где проводился до 1985 года. Далее он проводится в городе Фримли-Грин в Lakeside Country Club.

## История
Множество величайших событий в истории дартса прошли в рамках чемпионата мира BDO. В 1983 году 22-летний игрок из Ипсвича Кейт Деллер победил величайших дартсменов, входящих в тройку лучших в мире, включая и Эрика Бристоу, которого он победил в финале. Этот финал стал одним из самых запоминающихся «переворотов» в спортивной истории.
В 1990 году представитель США Пол Лим, в данный момент выступающий за Сингапур, впервые в истории чемпионатов мира закрыл 501 очко за минимально возможные девять дротиков. Это случилось в матче второго раунда против ирландца Джека Маккена. За это Лим получил 50 тысяч фунтов стерлингов — это в два раза больше, чем получил победитель того чемпионата Фил Тейлор, который в финале победил Эрика Бристоу со счётом 6-1.
В финалах 1992, 1998 и 1999 годов игрался решающий сет (при счёте 5-5). В 1992 году Фил Тейлор победил Майка Грегори; в 1998 и 1999 Раймонд ван Барневельд победил Ричи Барнетта и Ронни Бакстера соответственно.
В финале 2007 года Мартин Адамс выигрывал 6-0. Его соперник Фил Никсон сравнял счёт, но решающий сет выиграл Адамс.

## Мужские финалы, результаты и статистика
| Год  | Чемпион (средний набор)            | Счёт      | Финалист (средний набор)       | Призовой фонд | Чемпион  | Финалиста | Арена                                       | Спонсор               |
| ---- | ---------------------------------- | --------- | ------------------------------ | ------------- | -------- | --------- | ------------------------------------------- | --------------------- |
| 1978 | Лейтон Рис (92.40)                 | 11-7 Леги | Джон Лоу (89.40)               | £10 500       | £3000    | £1700     | Rock City, Ноттингем                        | Embassy               |
| 1979 | Джон Лоу (87.42)                   | 5-0 Сеты  | Лейтон Рис (76.62)             | £15 000       | £4500    | £2000     | Jollees Cabaret Club, Сток-он-Трент         | Embassy               |
| 1980 | Эрик Бристоу (88.10)               | 5-3       | Бобби Джордж (86.49)           | £15 000       | £4500    | £2000     | Jollees Cabaret Club, Сток-он-Трент         | Embassy               |
| 1981 | Эрик Бристоу (2) (86.10)           | 5-3       | Джон Лоу (81.00)               | £23 300       | £5500    | £2500     | Jollees Cabaret Club, Сток-он-Трент         | Embassy               |
| 1982 | Джоки Уилсон (88.10)               | 5-3       | Джон Лоу (84.30)               | £28 000       | £6500    | £3000     | Jollees Cabaret Club, Сток-он-Трент         | Embassy               |
| 1983 | Кейт Деллер (90.00)                | 6-5       | Эрик Бристоу (93.90)           | £33 050       | £8000    | £3500     | Jollees Cabaret Club, Сток-он-Трент         | Embassy               |
| 1984 | Эрик Бристоу (3) (97.50)           | 7-1       | Дэйв Уайткомб (90.60)          | £38 500       | £9000    | £4000     | Jollees Cabaret Club, Сток-он-Трент         | Embassy               |
| 1985 | Эрик Бристоу (4) (97.50)           | 6-2       | Джон Лоу (93.12)               | £43 000       | £10 000  | £5000     | Jollees Cabaret Club, Сток-он-Трент         | Embassy               |
| 1986 | Эрик Бристоу (5) (94.47)           | 6-0       | Дэйв Уайткомб (90.45)          | £52 500       | £12 000  | £6000     | Lakeside Country Club, Фраймли-Грин, Суррей | Embassy               |
| 1987 | Джон Лоу (2) (90.63)               | 6-4       | Эрик Бристоу (94.29)           | £60 300       | £14 000  | £7000     | Lakeside Country Club, Фраймли-Грин, Суррей | Embassy               |
| 1988 | Боб Андерсон (92.70)               | 6-4       | Джон Лоу (92.07)               | £71 600       | £16 000  | £8000     | Lakeside Country Club, Фраймли-Грин, Суррей | Embassy               |
| 1989 | Джоки Уилсон (2) (94.32)           | 6-4       | Эрик Бристоу (90.66)           | £86 900       | £20 000  | £10 000   | Lakeside Country Club, Фраймли-Грин, Суррей | Embassy               |
| 1990 | Фил Тейлор (97.47)                 | 6-1       | Эрик Бристоу (93.00)           | £153 200      | £24 000  | £12 000   | Lakeside Country Club, Фраймли-Грин, Суррей | Embassy               |
| 1991 | Деннис Пристли (92.57)             | 6-0       | Эрик Бристоу (84.15)           | £110 500      | £26 000  | £13 000   | Lakeside Country Club, Фраймли-Грин, Суррей | Embassy               |
| 1992 | Фил Тейлор (2) (97.59)             | 6-5       | Майк Грегори (94.41)           | £119 500      | £28 000  | £14 000   | Lakeside Country Club, Фраймли-Грин, Суррей | Embassy               |
| 1993 | Джон Лоу (3) (83.97)               | 6-3       | Алан Уорринер-Литтл (82.32)    | £128 500      | £30 000  | £15 000   | Lakeside Country Club, Фраймли-Грин, Суррей | Embassy               |
| 1994 | Джон Пат (82.44)                   | 6-0       | Бобби Джордж (80.31)           | £136 100      | £32 000  | £16 000   | Lakeside Country Club, Фраймли-Грин, Суррей | Embassy               |
| 1995 | Риччи Бёрнетт (93.63)              | 6-3       | Раймонд ван Барневельд (91.23) | £143 000      | £34 000  | £17 000   | Lakeside Country Club, Фраймли-Грин, Суррей | Embassy               |
| 1996 | Стив Битон (90.27)                 | 6-3       | Ричи Бёрнетт (88.05)           | £150 000      | £36 000  | £18 000   | Lakeside Country Club, Фраймли-Грин, Суррей | Embassy               |
| 1997 | Лес Уоллес (92.19)                 | 6-3       | Маршалл Джеймс (92.01)         | £158 000      | £38 000  | £19 000   | Lakeside Country Club, Фраймли-Грин, Суррей | Embassy               |
| 1998 | Раймонд ван Барневельд (93.96)     | 6-5       | Риччи Барнетт (97.14)          | £166 000      | £40 000  | £20 000   | Lakeside Country Club, Фраймли-Грин, Суррей | Embassy               |
| 1999 | Раймонд ван Барневельд (2) (94.65) | 6-5       | Ронни Бакстер (94.65)          | £174 000      | £42 000  | £21 000   | Lakeside Country Club, Фраймли-Грин, Суррей | Embassy               |
| 2000 | Тэд Хэнки (92.40)                  | 6-0       | Ронни Бакстер (88.35)          | £182 000      | £44 000  | £22 000   | Lakeside Country Club, Фраймли-Грин, Суррей | Embassy               |
| 2001 | Джон Уолтон(95.55)                 | 6-2       | Тэд Хэнки (94.86)              | £189 000      | £46 000  | £23 000   | Lakeside Country Club, Фраймли-Грин, Суррей | Embassy               |
| 2002 | Тони Дэвид (93.57)                 | 6-4       | Мервин Кинг (89.67)            | £197 000      | £48 000  | £24 000   | Lakeside Country Club, Фраймли-Грин, Суррей | Embassy               |
| 2003 | Раймонд ван Барневельд (3) (94.86) | 6-3       | Ричи Дэвис (90.66)             | £205 000      | £50 000  | £25 000   | Lakeside Country Club, Фраймли-Грин, Суррей | Embassy               |
| 2004 | Энди Фордэм (97.08)                | 6-3       | Мервин Кинг (91.02)            | £201 000      | £50 000  | £25 000   | Lakeside Country Club, Фраймли-Грин, Суррей | Lakeside Country Club |
| 2005 | Раймонд ван Барневельд (4) (96.78) | 6-2       | Мартин Адамс (91.35)           | £201 000      | £50 000  | £25 000   | Lakeside Country Club, Фраймли-Грин, Суррей | Lakeside Country Club |
| 2006 | Йелле Клаасен (90.42)              | 7-5       | Раймонд ван Барневельд (93.06) | £263 000      | £60 000  | £25 000   | Lakeside Country Club, Фраймли-Грин, Суррей | Lakeside Country Club |
| 2007 | Мартин Адамс (90.30)               | 7-6       | Фил Никсон (87.09)             | £278 000      | £70 000  | £30 000   | Lakeside Country Club, Фраймли-Грин, Суррей | Lakeside Country Club |
| 2008 | Марк Уэбстер (92.07)               | 7-5       | Саймон Уитлок (93.92)          | £310 000      | £85 000  | £30 000   | Lakeside Country Club, Фраймли-Грин, Суррей | Lakeside Country Club |
| 2009 | Тэд Хэнки (2) (91.46)              | 7-6       | Тони О'Ши (90.54)              | £320 000      | £95 000  | £30 000   | Lakeside Country Club, Фраймли-Грин, Суррей | Lakeside Country Club |
| 2010 | Мартин Адамс (2) (95.01)           | 7-5       | Дэйв Чизналл (93.42)           | £325 000      | £100 000 | £30 000   | Lakeside Country Club, Фраймли-Грин, Суррей | Lakeside Country Club |
| 2011 | Мартин Адамс (3) (92.13)           | 7-5       | Дин Уинстэнли (89.08)          | £329 000      | £100 000 | £30 000   | Lakeside Country Club, Фраймли-Грин, Суррей | Lakeside Country Club |
| 2012 | Кристиан Кист (90.00)              | 7-5       | Тони О'Ши (87.78)              | £329 000      | £100 000 | £30 000   | Lakeside Country Club, Фраймли-Грин, Суррей | Lakeside Country Club |
| 2013 | Скотт Уэйтс (86.43)                | 7-1       | Тони О'Ши (81.90)              | £274 000      | £100 000 | £30 000   | Lakeside Country Club, Фраймли-Грин, Суррей | Lakeside Country Club |
| 2014 | Стивен Бантинг (96.18)             | 7-4       | Алан Норрис (92.19)            | £300 000      | £100 000 | £35 000   | Lakeside Country Club, Фраймли-Грин, Суррей | Lakeside Country Club |
| 2015 | Скотт Митчелл (92.61)              | 7-6       | Мартин Адамс (92.55)           | £300 000      | £100 000 | £35 000   | Lakeside Country Club, Фраймли-Грин, Суррей | Lakeside Country Club |
| 2016 | Скотт Уэйтс (2) (87.54)            | 7-1       | Джефф Смит (84,99)             | £300 000      | £100 000 | £35 000   | Lakeside Country Club, Фраймли-Грин, Суррей | Lakeside Country Club |
| 2017 | Глен Дуррант (93.48)               | 7-3       | Данни Нопперт (93.30)          | £300 000      | £100 000 | £35 000   | Lakeside Country Club, Фраймли-Грин, Суррей | Lakeside Country Club |
| 2018 | Глен Дуррант (2) (93.97)           | 7-6       | Марк МакГини (86.13)           | £300 000      | £100 000 | £35 000   | Lakeside Country Club, Фраймли-Грин, Суррей | Lakeside Country Club |
| 2019 | Глен Дуррант (3) (95.19)           | 7-3       | Скотт Уэйтс (91.38)            | £300 000      | £100 000 | £35 000   | Lakeside Country Club, Фраймли-Грин, Суррей | Lakeside Country Club |
| 2020 | Уэйн Уоррен (93.72)                | 7-4       | Джим Уильямс (94.53)           | £164 000      | £23 000  | £10 000   | O2-Арена, Лондон                            |                       |

## Рекорды
После разделения чемпионатов мира на две корпорации, рекорды считаются только для чемпионатов BDO.
Титулы: Эрик Бристоу — 5.
Финалы: Эрик Бристоу — 10  (Джон Лоу участвовал в 8 финалах, Раймонд ван Барневельд — в шести (в восьми, включая PDC).)
Участия: Мартин Адамс — 26  (Джон Лоу и Эрик Бристоу участвовали в первых 16 турнирах, но после разделения ушли в PDC. Адамс побил их рекорд на чемпионате мира 2010)
Самый молодой чемпион: Йелле Клаасен — 21 год 90 дней (2006)
Самый молодой участник: Лейтон Беннетт — 14 лет 4 дня (2020)
Самый возрастной чемпион: Уэйн Уоррен — 57 лет 213 дней (2020)

## Женские чемпионаты
Женские чемпионаты стали проводиться с 2001 года. Трина Галливер является рекордсменкой по титулам — десять побед. Её седьмой титул в 2007 году стал рекордным — 20 беспроигрышных матчей и только 4 проигранных сета.
В 2008 году чемпионат выиграла Анастасия Добромыслова, став первой чемпионкой после Трины Галливер. В следующем году титул выиграла Фрэнсис Хёнселаар. В 2010 и 2011 годах титул снова взяла Трина Галливер, в 2012 и 2013 чемпионкой снова стала Добромыслова.

### Финалы
| Год  | Чемпион (средний балл за подход) | Счёт | Финалист (средний балл за подход) | Призовой фонд |
| ---- | -------------------------------- | ---- | --------------------------------- | ------------- |
| 2001 | Трина Галливер (83.97)           | 2-1  | Мэнди Солломонс (79.11)           | £6000         |
| 2002 | Трина Галливер (84.36)           | 2-1  | Фрэнсис Хёнселаар (82.95)         | £8000         |
| 2003 | Трина Галливер (84.93)           | 2-0  | Анне Кирк (70.20)                 | £10 000       |
| 2004 | Трина Галливер (87.03)           | 2-0  | Фрэнсис Хёнселаар (85.44)         | £10 000       |
| 2005 | Трина Галливер (79.68)           | 2-0  | Фрэнсис Хёнселаар (73.89)         | £10 000       |
| 2006 | Трина Галливер (73.80)           | 2-0  | Фрэнсис Хёнселаар (70.26)         | £12 000       |
| 2007 | Трина Галливер (80.61)           | 2-1  | Фрэнсис Хёнселаар (79.23)         | £12 000       |
| 2008 | Анастасия Добромыслова (81.54)   | 2-0  | Трина Галливер (71.64)            | £12 000       |
| 2009 | Фрэнсис Хёнселаар (77.39)        | 2-1  | Трина Галливер (75.19)            | £12 000       |
| 2010 | Трина Галливер (80.52)           | 2-0  | Райан Эдвардс (68.25)             | £12 000       |
| 2011 | Трина Галливер (73.95)           | 2-0  | Райан Эдвардс (73.86)             | £16 000       |
| 2012 | Анастасия Добромыслова (73.95)   | 2-1  | Дета Хэдман (74.13)               | £16 000       |
| 2013 | Анастасия Добромыслова (80.40)   | 2-1  | Лиза Эштон (82.29)                | £16 000       |
| 2014 | Лиза Эштон (84.81)               | 3-2  | Дета Хэдман (77.79)               | £29 000       |
| 2015 | Лиза Эштон (83.22)               | 3-1  | Фэллон Шеррок (83.76)             | £29 000       |
| 2016 | Трина Галливер (72,93)           | 3-2  | Дета Хедман (75,51)               | £29 000       |
| 2017 | Лиза Эштон (81.81)               | 3-0  | Коррин Хэммонд (73.53)            | £29 000       |
| 2018 | Лиза Эштон (89.80)               | 3-1  | Анастасия Добромыслова (80.40)    | £29 000       |
| 2019 | Микуру Судзуки (90.12)           | 3-0  | Лоррейн Уинстэнли (78.82)         | £29 000       |
| 2020 | Микуру Судзуки (83.39)           | 3-0  | Лиза Эштон (85.00)                | £20 500       |